# Meerschaum
 (août 2024).
Si vous disposez d'ouvrages ou d'articles de référence ou si vous connaissez des sites web de qualité traitant du thème abordé ici, merci de compléter l'article en donnant les références utiles à sa vérifiabilité et en les liant à la section « Notes et références ».
L'opération Meerschaum a été organisée par les nazis à partir de la fin de l'année 1942 dans la France occupée.
Elle comporte huit convois massifs organisés au départ de Compiègne à destination de plusieurs camps de concentration : Buchenwald, Mauthausen.
Cette opération vise à fournir une main-d'œuvre servile aux camps de concentration, utilisés comme centres de mobilisation économique dans le cadre de la guerre totale que mène Troisième Reich tout en remplissant l'objectif de déportation et de mise à mort de certaines populations désignées par les Nazis.

## Déportés
Les déportés dans le cadre de cette opération ont été :
- des résistants :
  - Pierre-Joseph Denis, le 26 juin 1943,
  - Jean Gayral, déporté à Mauthausen le 22 avril 1943,
  - Roger Souchère : il part de Compiègne le 16 avril 1943 avec le transport I.93 en direction de Mauthausen où il arrive le 18 avril 1943,
  - René Eugène Fosse[réf. nécessaire],
  - René Desvaux, résistant du Groupe Vendôme A, le 16 avril 1943 en direction de Mauthausen ;
- des otages ;
- des réfractaires au Service du travail obligatoire ;
- des jeunes ayant chanté la Marseillaise ;
- des raflés lors d'opérations ciblées de la Gestapo, parfois secondée par la police ou la gendarmerie française, sur la population, comme par exemple les rafles des 2 et 5 mars 1943 à Nancy.